# Kiścień (roślina)

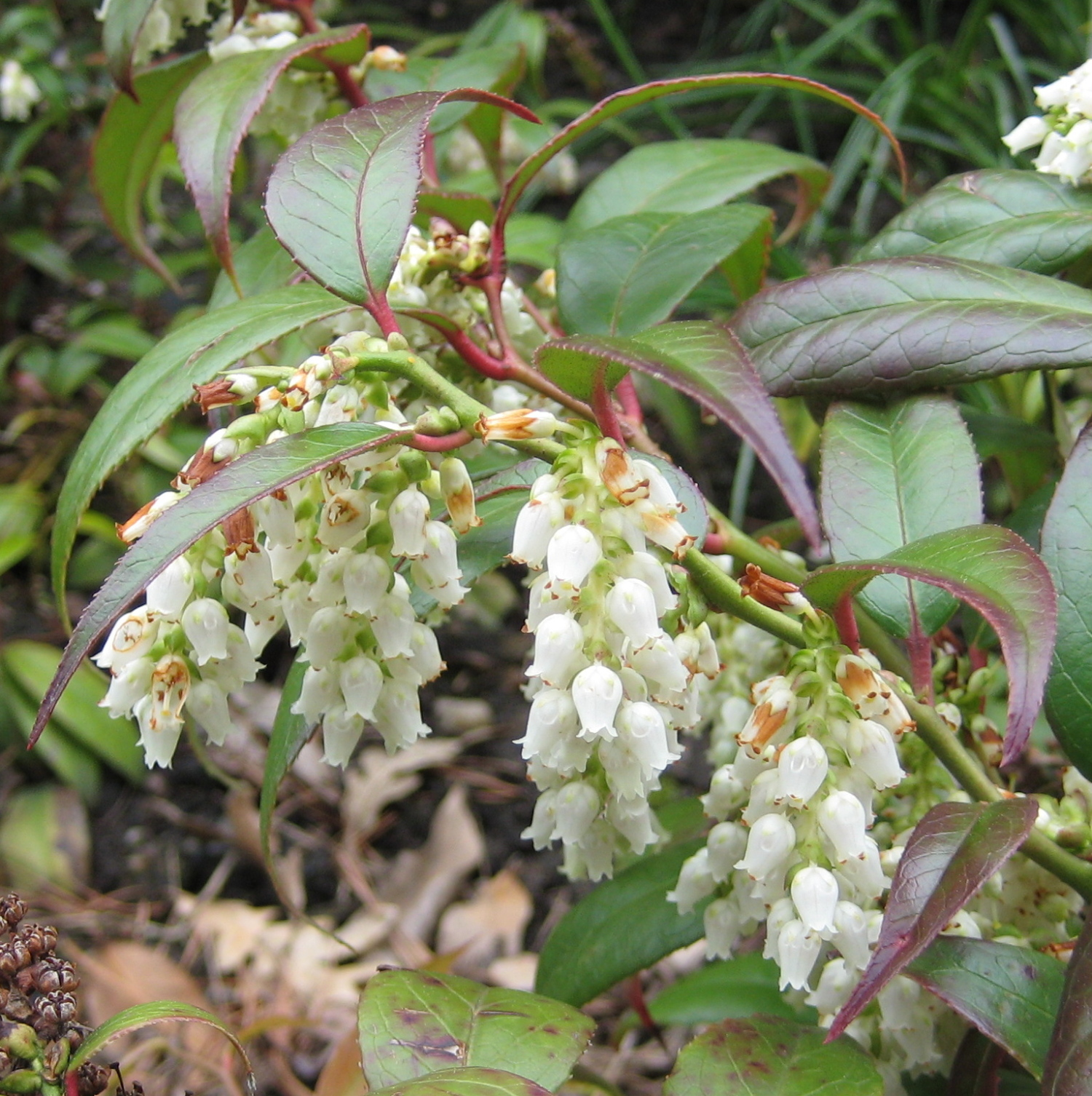
Kiścień wawrzynowy

Kiścień, leukotoe (Leucothoë L.) – rodzaj roślin z rodziny wrzosowatych (Ericaceae Juss.). Obejmuje 5–6 gatunków. Naturalnie występują one w Chinach, Japonii oraz w południowo-zachodniej i wschodniej części Stanów Zjednoczonych. Rosną w lasach, zwykle wilgotnych, wzdłuż strumieni. Ich kwiaty zapylane są przez owady.
Rośliny te uprawiane są jako krzewy ozdobne, zwłaszcza kiścień wawrzynowy L. fontanesiana, uprawiany także w Polsce. Walorem ozdobnym są głównie liście. Kiścienie wykorzystywane są także lokalnie jako rośliny lecznicze.

## Morfologia
PokrójZimozielone krzewy osiągające do 2 m wysokości, z podziemnymi, poziomo rozrastającymi się kłączami, o pędach łukowato wygiętych (wyprostowanych u L. davisiae). Pędy walcowate, nagie (L. keiskei) do umiarkowanie owłosionych (włoski jednokomórkowe).
LiścieZimozielone, skrętoległe, pojedyncze, ogonkowe, pozbawione przylistków. Blaszka liściowa skórzasta, z wierzchu ciemnozielona i błyszcząca, od spodu jaśniejsza, czasem z rzadkimi, wielokomórkowymi, gruczołowatymi włoskami; eliptyczna lub podługowata, całobrzega lub drobno–piłkowana do kolczastej.
KwiatyZebrane po 8–60 w nagich gronach wyrastających w kątach liści pojedynczo lub w pęczkach na ubiegłorocznych odcinkach pędów. Kwiaty wsparte są dwiema przysadkami, częściowo przesłaniającymi szypułkę. Działek kielicha jest 5, lancetowatojajowatych do szerokojajowatych. Płatków korony także 5, białych, zrośniętych ze sobą niemal na całej długości, w efekcie rurka o kształcie walcowatym lub urnowatym zakończona jest krótkimi łatkami. Pręcików jest 8, rzadko 10, schowanych wewnątrz korony, o nitkach spłaszczonych, nagich lub owłosionych. Pylniki z dwoma różkami. Zalążnia górna powstaje z 5 owocolistków, ale z dodatkowymi przegrodami, tak że pozornie jest 10-komorowa. W każdej komorze liczne zalążki. Szyjka słupka nieznacznie dłuższa od pręcików. Znamię 5-dzielne, główkowate.
OwoceSuche, kulistawe torebki zawierające 60–120 nasion. Te podługowate i kanciaste, spłaszczone, o gładkiej powierzchni.

## Systematyka
Rodzaj z plemienia Gaultherieae, podrodziny Vaccinioideae w obrębie rodziny wrzosowatych (Ericaceae Juss.). W przeszłości do rodzaju tego zaliczano więcej gatunków – krzewy zrzucające liście na zimę wyodrębniane zostały w osobne rodzaje Eubotrys i Eubotryoides, przy czym ten ostatni, monotypowy – z gatunkiem Eubotryoides grayana jest najwyraźniej najbliżej spokrewniony z roślinami rodzaju Leucothoe (tj. jest siostrzany).
Wykaz gatunków
- Leucothoe axillaris (Lamarck) D. Don
- Leucothoe davisiae Torrey ex A. Gray
- Leucothoe fontanesiana (Steudel) Sleumer – kiścień wawrzynowy
- Leucothoë griffithiana C. B. Clarke
- Leucothoe keiskei Miq. – kiścień japoński
- Leucothoë tonkinensis Dop